# 苟仁遗址
苟仁遗址，位于中国甘肃省正宁县，为一个省级文物保护单位，类型为古遗址。
苟仁遗址的历史年代为新石器时代、周。